# 에이리언 (시리즈)
《에이리언》(영어: Alien)은 근미래 SF 세계를 무대로 한 공포 및 액션 영화 미디어 프랜차이즈이다. 준사관 엘렌 리플리 (시고니 위버 역)가 적대적인 외계생명 종족 '에일리언'과 조우해 맞서 싸우는 이야기를 그린다.
본래 20세기 스튜디오가 제작하고 리들리 스콧이 감독한 《에이리언 (1979)》으로 시작했다. 이후 제임스 카메론이 감독한 《에이리언 2 (1986)》, 데이비드 핀처 감독 《에이리언 3 (1992)》, 그리고 장피에르 죄네 감독 《에이리언 4 (1997)》 총 3편의 직속 후속작들이 개봉됐다. 이후 스콧이 감독한 프리퀄 시리즈가 시작돼, 안드로이드 데이비드 8과 에일리언을 제조한 '엔지니어'에 대한 이야기를 다룬 《프로메테우스 (2012)》와 《에이리언: 커버넌트 (2017)》 2편이 제작됐다.
영화 이외에 《에이리언》은 소설, 만화, 비디오 게임 등 타 매체로 진출했다. 그 외 외전들도 다수 제작됐는데, 가장 유명한 것은 《프레데터》와의 크로스오버 작품 《에일리언 vs. 프레데터》 시리즈이다.

## 개요
《에이리언》 시리즈는 21세기부터 24세기까지 걸쳐 인류와 포식기생성 가상 생물체 에일리언간의 적대적 조우를 그린다. 이 세계에서 인류는 우주에 진출한 문명을 구축했으며, 냉동수면을 통해 수 개월에서 수 년간의 우주왕복을 거행한다. 시리즈 내에서 지속적으로 등장하는 초거대기업 '웨이랜드 유타니(Weyland-Yutani)'는 에일리언으로 이익을 꾀하기 위해 주인공과 적대적 관계를 이루는 또다른 악역을 주로 맡는다.

## 배경

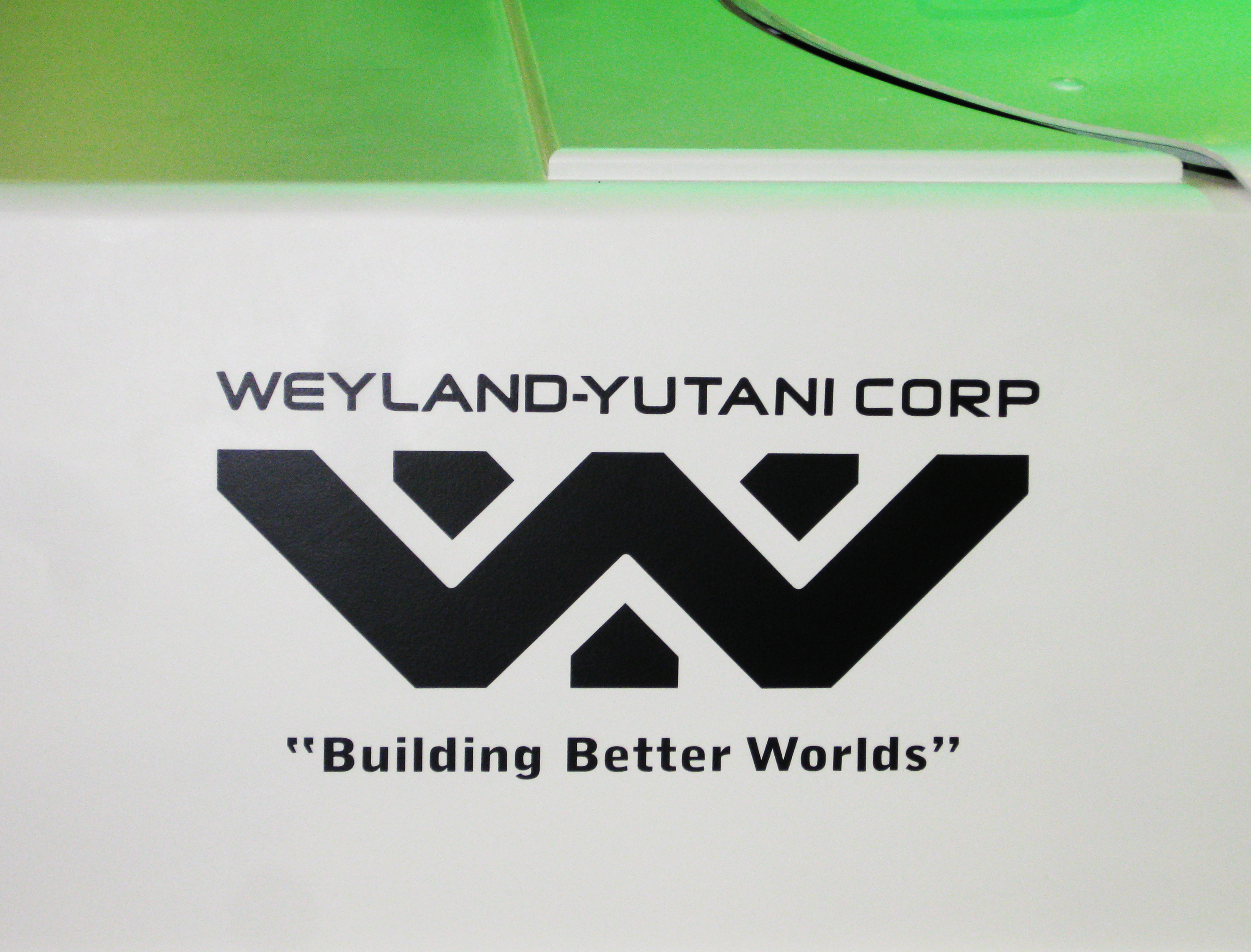
《에이리언》에 등장하는 기업 웨이랜드 유타니의 로고와 슬로건

작가 댄 오배넌은 SF 액션 영화를 쓰고 싶다는 갈망에 로날드 슈셋과 협력해〈스타 비스트〉(Star Beast)라는 이름의 극본을 만들기 시작했고 이는 최종적으로 《에이리언》이라는 이름의 극으로 완성됐다. 이 극본은 이전 20세기 폭스와 유통협약을 맺었던 브랜드와인 프로덕션즈가 구매했다. 원작자들은 본래 이를 저예산 영화로 기획했으나 당시 개봉한 《스타워즈》의 성공으로 폭스는 백만 달러 단위의 예산을 투자하는 데 동의했다.
《에이리언 (1979)》은 리들리 스콧이 감독을 맡았다. 스위스의 화가 및 조각가 H. R. 기거가 영화에 등장하는 외계생명체와 우주선을 디자인했으며, 프랑스 화가 장 지로는 우주복을 설계하고 론 콥이 세트장 내부 설계를 담당했다.

## 영화
| 영화               | 개봉일 (미국)    | 감독          | 각본                                | 줄거리 제공                           | 프로듀서                                                    |
| 원작 시리즈        | 원작 시리즈      | 원작 시리즈   | 원작 시리즈                         | 원작 시리즈                           | 원작 시리즈                                                 |
| ------------------ | ---------------- | ------------- | ----------------------------------- | ------------------------------------- | ----------------------------------------------------------- |
| 에이리언           | 1979년 5월 25일  | 리들리 스콧   | 댄 오배넌                           | 댄 오배넌, 로날드 슈셋                | 고든 캐롤, 데이비드 길러, 월터 힐                           |
| 에이리언 2         | 1986년 7월 18일  | 제임스 카메론 | 제임스 카메론                       | 제임스 카메론, 데이비드 길러, 월터 힐 | 게일 앤 허드                                                |
| 에이리언 3         | 1992년 5월 22일  | 데이비드 핀처 | 데이비드 길러, 월터 힐, 레리 퍼거슨 | 빈센트 워드                           | 고든 캐롤, 데이비드 길러, 월터 힐                           |
| 에이리언 4         | 1997년 11월 26일 | 장피에르 죄네 | 조스 휘던                           | 조스 휘던                             | 고든 캐롤, 데이비드 길러, 월터 힐, 빌 바달라토              |
| 프리퀄 시리즈      |                  |               |                                     |                                       |                                                             |
| 프로메테우스       | 2012년 6월 8일   | 리들리 스콧   | 존 스페이츠, 데이먼 린들로프        | 존 스페이츠, 데이먼 린들로프          | 데이비드 길러, 월터 힐, 리들리 스콧                         |
| 에이리언: 커버넌트 | 2017년 5월 19일  | 리들리 스콧   | 존 로건, 단테 하퍼                  | 잭 파글렌, 마이클 그린                | 데이비드 길러, 월터 힐, 리들리 스콧, 마크 허팸, 미하엘 셰퍼 |

### 오리지널 시리즈

#### 에이리언 1 (1979)
2122년. 상업 우주 화물선 '노스트로모'호는 2천만톤의 광물을 싣고 승무원 일곱명과 함께 지구로 향하고 있다. 우주선의 메인 컴퓨터 MU-TH-R 182, 약칭 "마더(Mother)"는 한 혹성의 궤도를 선회하는 위성에서 정체를 알 수 없는 신호를 포착한다. 미리 프로그램된 대로 "마더"는 이 신호를 탐색하기 위해 동면해 있는 승무원들을 깨운다. '노스트로모'호는 광물운반과 채굴장비로부터 분리되어 위성에 착륙을 시도하고, 위성에 하강하는 도중에 약간의 손상을 입는다.
선장 달라스(톰 스케릿), 부선장 케인(존 허트), 항법사 램버트(베로니카 카트라이트)는 신호를 조사하기 위해 우주선을 떠난다. 그들은 오래전에 추락한 알 수 없는 문명의 비행선과 조우하게 되고, 그 비행선 안에서 미이라화한 파일럿을 발견한다. 케인은 파일럿 근처에서 구멍을 발견하고 거기로 내려가 수천 개의 거죽에 둘러싸인 알들을 발견한다. 그중 알 하나가 열려, 안에서 튀어나온 '페이스 허거'가 케인이 쓰고 있던 헬멧을 녹이고 그의 얼굴에 달라붙는다. 달라스와 램버트는 정신을 잃은 케인을 데리고 '노스트로모'호로 돌아온다. 리플리(시고니 위버)는 '달라스'와 '케인'이 부재시 명령권이 있는 장교로 검역절차에 따라 그들이 선내에 들어오는 것을 거부했지만, 과학장교 애쉬(이안 홈)가 리플리의 결정에 불복종하여 그들을 우주선 안으로 들인다. 우주선의 의무실에서 달라스와 애쉬는 케인의 얼굴에 달라붙은 괴물을 케인에게 해를 입히지 않고 떼어내기는 불가능했고, 괴물의 관절부위를 잘라내려 하자 강산성 체액이 뿜어나와 우주선 바닥을 수겹이나 뚫었다. 이것이 괴물의 '치명적인 방어기재'였다. 선원들은 그래서 괴물을 떼어내기를 포기했고 괴물은 얼마후 케인의 얼굴에서 스스로 떨어져 죽어 버린다. 이후 케인은 겉으로 보기에 아무 문제없이 깨어난다.
마침 우주선의 수리가 끝나고, 승무원들은 위성을 떠나 동면상태로 돌아가기 전 마지막으로 식사를 한다. 음식을 먹던 중 케인은 숨이 막히고 발작증세를 보이다 가슴을 뚫고 괴물이 튀어나와 사망한다. 괴물은 케인의 몸에서 나와 우주선 구석으로 쏜살같이 사라진다. 케인의 사체를 우주장으로 치르고, 남은 승무원들은 괴물을 잡기 위해 팀을 나눈다. 애쉬가 괴물을 찾기 위한 '추적장치'를 만드는 동안, 브렛(해리 딘 스탠튼)은 소몰이 막대 등의 무기를 만들었다. 구석에서 괴물의 위치를 찾았다고 생각한 파커(야펫 코토)와 브렛, 리플리는 그들의 고양이인 '존스'를 대신 찾았지만 달아난다. '존스'가 다시 추적장치에 걸릴 것을 염려한 파커는 브렛을 보내 존스를 잡아오라고 하고, 존스를 찾다가 브렛은 다 자라 거대해진 괴물과 조우한다. 괴물은 브렛을 공격하여 머리에 치명상을 입히고 통풍구로 끌고 가 버린다.
승무원들은 괴물이 통풍구를 이용한다는 사실을 알고는 선장인 달라스가 직접 화염방사기를 들고 들어가 추적장치로 괴물을 찾아 에어록으로 끌어내 우주로 날려 버리려고 한다. 그러나 곧 달라스 쪽으로 향하는 괴물의 신호가 포착되고 달라스는 통풍구에서 빠져 나오려다가 미리 잠복해 있던 괴물에게 습격받고 사라진다. 리플리는 메인 컴퓨터 "마더"에게 괴물을 무찌를 방법에 대해 조언을 구하다가, "회사"가 이미 외계인의 경고신호를 판독해 위험하다는 사실을 알면서도 괴물을 무기로 사용하기 위해 '승무원들이 희생되는 한이 있더라도' 지구로 데려가려고 한다는 사실을 어렴풋이 알아낸다. 애쉬는 회사의 비밀요원 신분으로 노스트로모에 탑승하고 있었고, 리플리가 "특명 937"에 대해 알아내자 그녀를 공격한다. 그러나 파커와 램버트가 리플리를 죽이기 전에 도착하고, 파커가 소화기로 애쉬의 머리를 내려쳐 분리시키는 바람에 그가 인간이 아닌 로봇의 일종인 '안드로이드'였다는 사실이 드러난다.
세 명만 남은 승무원들은 노스트로모호를 파괴시키고 나르시수스(Narcissus) 셔틀에 옮겨타 탈출할 계획을 세운다. 리플리가 나르시수스 셔틀을 준비시키는 동안, 파커와 램버트는 셔틀내의 생명유지장치에 사용되는 냉각제를 얻으러 간다. 리플리는 선내 통신시스템에서 나오는 비명을 듣고 남은 인원들을 찾으러 갔으나 이미 파커와 램버트는 괴물에게 희생되어 있었다. 리플리는 곧장 선내 자동폭파시스템을 작동시키고 셔틀로 향한다. 하지만 셔틀로 향하는 도중 괴물을 만나, 자동폭파시스템을 해제하려고 하지만 실패하고, 다시 셔틀로 고양이 '존스'와 함께 돌아가 자동폭파를 불과 몇초 앞두고 탈출하게 된다. 하지만 셔틀 안에 괴물이 따라와 숨어 있음을 발견하고 리플리는 소스라치게 놀란다. 이내 동요를 가라앉히고 리플리는 침착하게 우주복을 입고 작살을 준비해 숨어 있는 괴물을 분사시스템을 통해 끄집어내 우주선 바깥으로 날려 버리려고 한다. 다시 우주선 안에 들어오려던 괴물은 리플리가 발사한 작살총에 맞고 바깥으로 떨어져 나간다. 바깥으로 떨어져 나간 괴물은 끈질기게 우주선 밖의 분사장치 안으로 몸을 숨기지만, 리플리는 때를 놓치지 않고 재빨리 분사장치를 가동해 괴물을 우주로 날려버리는데 성공한다. '노스트로모'호의 최후 육성보고를 남기는 리플리와 존스가 함께 동면상태로 들어가는 장면을 끝으로 영화는 막을 내린다.

#### 에이리언 2 (1986)
천신만고 끝에 캡슐에 잠들어 있던 전편의 유일한 생존자 엘런 리플리는 57년간 우주공간을 떠돌다 우주구조선으로 흘러들어 극적으로 구출된다. 에이리언에 대한 악몽으로 시달리는 리플리는 회사로부터 당시 로스트로모호가 착륙한 미정체 행성 LV-426(아체론)과 화물선을 폭발시킨 것에 대해 추궁당한다. 원시 생물의 존재를 부정하는 생물 학자들은 인간의 몸 속에서 잉태되어 태어나는 염산 혈액을 가진 에이리언 이야기를 아무도 믿지 않는다. 더구나 20년 전부터 행성에 우주 기술자와 가족을 보내 대기처리 장치의 개발을 시작하고 있었다. 그런데, 행성과 연락이 두절되자, 리플리는 고문 자격으로 우주 해병대와 함께 동행해 달라는 부탁을 받게 된다.
이윽고 행성의 대기권에 도착, 우주선으로부터 셔틀선을 타고 행성으로 내려와 특수장갑차 APC를 타고 건물 수색을 하게 된다. 이윽고 들이닥치는 에이리언 무리와 대결을 벌이게 되나 자만심에 차 있던 대원들은 하나 둘씩 처참히 죽어간다. 그러다 실험실에서 이주민의 마지막 생존자인 뉴트라는 12살 가량의 여자 아이를 발견하게 된다. 하지만 건물 전체가 핵 융합로의 역할을 하고 있으니 탄약 무기는 사용하지 말라는 지시가 무전으로 전달되면서 대원들은 모든 탄약을 반납하게 되고, 더욱 막다른 벽에 이른다. 더구나 에이리언의 새끼를 부화하기 위해 이주민들이 숙주가 되어 있는 참혹한 장소를 발견하면서부터 일행은 공포에 질린 나머지, 무기들을 난사하여 언제 핵폭발을 일으킬 지 모르는 상태가 된다. 여기에 셔틀선도 에이리언의 기습으로 불시착하여 폭발하고, 설상가상으로 희귀 생물체인 에이리언을 데려가 다른 용도로 이용하려는 회사 직원 벅크에 의해 리플리는 또다른 위기를 겪기도 한다. 결국 생존력이 강한 여전사 리플리의 활약과 송신 장비를 수리한 인조 인간인 비숍의 도움으로 살 길을 찾기 시작하는데.
마침내 수백 마리의 에이리언에 쫓겨 정거장으로 향하나, 대부분 대원들이 죽고 뉴트마저 잃어버리고 만다. 이에 리플리는 중무장을 하고 뉴트를 찾아 셔틀선으로 돌아오던 중 알을 낳는 거대한 퀸 에이리언과 맞선다. 리플리는 수 백개의 알들을 불태우고 퀸에이리언에게 쫓기다 마침내 비숍이 조종하는 셔틀선에 간신히 탑승, 폭파되는 행성을 빠져나와 무사히 우주선으로 돌아온다. 그러나 끝까지 셔틀선에 붙어온 퀸에이리언이 다시 무시무시한 모습을 보이며 다가온다. 리플리는 짐을 옮길 때 쓰는 기계 로더를 사용해 에이리언과 또 다시 사투를 벌여 마침내 거대한 에이리언을 우주선 밖 우주 공간으로 날려보낸다. 생존자는 리플리와 뉴트, 용감히 싸우다 부상으로 혼수 상태에 빠진 힉스, 토막 난 비숍이 전부였다. 이들은 지구로 향한 귀환길의 긴 잠에 빠져든다.

#### 에이리언 3 (1992)
지구로 향하던 식민지 해병대소속 우주선 술라코(SULACO)에서 동면을 하고 있던 리플리, 뉴트, 비숍, 힉스상병은 우주선내의 화재로 인해 긴급탈출 구명정으로 옮겨저 근처 피오리나 161행성에 불시착 하게 된다. 이 행성은 웨이랜드 유타니의 노동교도소 행성으로, 살인자와 강간범등 이중염색체를 보유한 수십명의 죄수들과 몇명의 교도관들이 거주하고, 자력 탈출은 불가능한 행성이였다. 의무실에서 깨어난 리플리는 자신을 제외한 뉴트, 힉스는 구명정에서 살아남지 못했다는 것을 알고 괴로워한다. 그러나 구명정 내에서 쇠가 녹은 자국을 보고 에이리언이 같이 따라왔음을 직감하고, 뉴트의 사체를 클레멘스의 도움을 얻어 부검했다. 다행히 뉴트의 사체에서는 에이리언의 흔적이 발견이 되지 않았으나, 리플리의 간곡한 부탁으로 앤드루스 교도소장 입회하에 용광로에 힉스와 뉴트의 사체를 던져 장례를 치렀다. 바로 그 시간, 에이리언이 개의 뱃가죽을 찢고 나왔고(오리지널 버전), 죽은 소의 갈비를 뚫고 나왔으며(재편집판), 그대로 교도소 어딘가로 사라진다.
그리고 그 후 죄수들이 하나둘씩 에이리언들에게 살해당하기 시작하고, 동료 죄수들로부터 저능아 취급을 받던 죄수 골릭이 에이리언을 보았다고 말하지만 리플리를 제외한 앤드루스 교도소장을 비롯해 다른 이들은 그 이야기를 믿지 않는다. 오히려 같이 정신나간 사람 취급을 받으며 의무실에 구금된 리플리는 클레멘스가 의무실에 들어온 에이리언에게 살해당하자, 앤드루스 교도소장에게 달려가 사실을 알리지만 에이리언이 그마저 죄수들이 보는 앞에서 살해한다. 한순간에 구심점을 잃은 죄수들은 그들 사이에서 신앙심으로 단결을 유지하는데 앞장섰던 죄수 딜론을 리더로 삼길 원하나, 딜론은 거부하고 리플리가 리더가 되길 권유한다. 리플리는 무기가 없는 교도소내 특성상, 유독성 인화물질을 이용해 에이리언을 폐기물 저장고로 유인해 가둬둘 계획을 세운다. 하지만 신호탄을 가진 죄수 중 하나가 에이리언에게 공격받으면서 인화물질에 불이 붙어 폭발해 버리는 바람에 죄수들 반절은 불에 타 죽고, 남은 죄수들도 심각한 부상을 입는다. 재편집판에서 추가된 장면에서는 이 폭발 와중에 죄수 한명이 자신을 희생해 폐기물 저장고로 에이리언을 유인하고, 안에 같이 같혀서 에이리언을 가두는데 성공한다. 하지만 앞서 에이리언을 의무실에서 보고 정신이 이상해진 골릭은 폐기물 저장고 앞에서 에이리언을 지키던 동료 죄수를 죽여서 안에 갇힌 에이리언을 도로 풀어주고 자신도 죽고 만다.
리플리는 그동안 구명정에 에이리언이 따라온 사실, 회사가 여전히 에이리언을 확보하기 위해 노력하고 있다는 사실, 자신이 퀸 에이리언의 숙주가 되었고 회사가 이를 알고 구조대를 보내 자신을 구하러 온다는 사실들을 알게 된다. 남은 죄수들은 결국 자신을 미끼로 삼아 에이리언을 용광로로 향하는 피스톤 안에 가두려고 하고, 좁은 통로안에서 에이리언을 피해 달리지만, 대부분의 죄수가 에이리언에게 살해당하고 결국 딜론과 모스만이 남아 리플리와 함께 에이리언을 상대하게 된다. 피스톤 안에 에이리언을 가두는데 성공하자, 모스는 에이리언이 피스톤 안에서 딜론을 물어 뜯는 동안 납물을 부어 에이리언을 죽이려고 했다. 하지만 에이리언이 납물에서 생존해 튀어나오자, 리플리는 스프링클러를 틀고 에이리언에게 끼얹어 열팽창으로 에이리언을 처치하는데 성공한다. 때마침 회사의 구조대가 도착하고, 이들은 리플리의 몸 속에 있는 퀸 에일리언을 얻고자 회유를 거듭하지만 리플리는 이를 거부하고 스스로 용광로에 몸을 던져 자살해 퀸 에이리언과 함께 죽는다. 피오리나 161은 그대로 폐쇄되었고, 영화는 리플리가 불시착한 구명정에서 흘러나오는 1편의 마지막, 노스트로모호 구명정에서 녹음했던 리플리의 육성이 흘러나오며 끝난다.

#### 에이리언 4 (1997)
군인 42명과 과학자 7명이 탑승한 연방군 의학탐사선 아우리가 호(USM Auriga, Medical Research Vessel). 이 페레즈 장군이 지휘하는 이 우주선에서는, 200년 전 <에이리언 3>의 격전지였던 행성 피오리 16호에서 찾아낸 리플리(Ellen Ripley: 시고니 위버 분)의 혈액으로부터 DNA 샘플을 채취, 미수정란을 이용한 유전공학으로 리플리를 부활시키고, 이때 함께 복제된 퀸 에이리언의 태아를 리플리의 몸에서 분리해내는 데도 성공을 거둔다. 이들의 목적은 리플리가 아닌 에이리언이며, 이를 길들여 군견과 같은 용도로 사용하려는 목적이었다. 한편, 리플리 또한 에이리언과의 유전자 결합으로 본능이 발달해 있는 뜻하지 않은 결과에 과학자들을 고무시키고, 페레즈 장군은 단지 에이리언을 재생하기 위한 8번째 숙주로서 생겨난 부산물에 불과한 리플리를 두고 갈등한다. 리플리의 몸에서 분리한 퀸 에이리언이 알을 낳을 수 있을 정도로, 금방 성장하자, 에이리언들이 생명체를 숙주로 이용해 증식한다는 것에 착안한 우주선의 과학자들은 에이리언의 배양과 동면에 필요한, 살아있는 사람들을 유괴하기 위해 현상금을 걸고 우주 밀수꾼을 고용한다. 베티호를 타고 밀수업을 하는 이들은 리더인 엘진을 비롯, 크리스티, 브리스, 디스페타노, 조나, 인조인간 콜(위노나 라이더 분) 등 6명으로 구성되어있는데, 자신들이 무슨 짓을 하는 지도 모른 채 아우리가 호로 화물을 옮긴다. 과학자들은, 퀸 에이리언이 낳은 각각의 알들과 함께 동면을 하고 있는 인간을 넣어 마침내 여러 에이리언을 탄생시킨다. 한편 비티호의 밀수업자들은 콜에 의해 에이리언의 비밀을 알아내 군으로부터 위험에 빠지자 어쩔 수 없이 테러를 일으킨다. 이때 군이 통제하는 특수물체로 가둬놓은 에이리언들도, 스스로 한마리를 희생시켜 탈출을 하는 사태가 발생한다. 이에 군과 과학자들은 탈출을 감행하고 남은 인원들을 대부분 죽음을 당한다. 우주선 속에 갖힌 리플리와 밀수꾼들은 12마리나 되는 에이리언들과 혈투를 벌이면서 탈출하기 위해 베티호로 향한다. 이때 우주선은 비상상태가 되면 자동 귀환 장치에 의해 지구로 기수가 바뀌자, 리플리는 에일리언들이 지구에 도착한다면 그것은 곧 지구의 종말을 의미한다는 것을 알기 때문에 밀수꾼들과 협상하여 이를 막기로 한다. [스포일러] 베티 호로 향하던 리플리는 자신을 복제하기까지 숙주 실험을 하다가 실패한 기괴하고 흉칙한 실험실의 산물들을 보고 경악한다. 모두들 에이리언과의 결합으로 흉칙한 모습이었고 특히 마지막 7번째 숙주는 살아서 고통스러워하고 있어 분노한 리플리는 모두 불에 태워버린다. 일행이 물에 잠긴 구역을 통과할 때 뒤쫓아온 에이리언에 의해 위험에 빠지고 이때 렌 박사가 쏜 총에 의해 콜이 물속으로 떨어진다. 몇명의 희생 끝에 안전한 곳으로 올라온 일행 앞에 죽은 줄 알았던 콜이 나타난다. 그녀는 ‘오톤’이라는 로봇이 만든 로봇으로 에이리언을 복제하려는 정부 주도의 비밀실험이 밝혀져 이를 막기 위해 프로그램 되어있었다. 한편 리플리는 퀸에이리언에 잡히게 되고 나머지 일행은 베티로에 도착한다. 이때 렌 박사가 나타나 일행을 위협하지만 일행 중 한사람의 몸 속에 에이리언에 의해 박사는 죽음을 맞는다. 한편 리플리가 에이리언의 유전자 결합으로 놀라운 힘이 생긴 것과 같이, 퀸 에이리언 또한 알을 낳은 후 스스로 체내에 생식기를 만들어 알과 숙주 과정 없는 인간과 같이 한마리의 에이리언이 태어나는데, 인간을 모습을 많이 닮은 이 변형 에이리언은 자신을 낳은 퀸에이리언을 죽이고 리플리를 따른다. 이때 리플리는 탈출하는 베티호에 간신이 오르지만 변형 에이리언도 함께 올라탄다. 지구 대기권에 들어선 베티호에서, 에이리언은 콜을 묘한 감정으로 대하고, 리플리는 어쩔 수 없이 피로 베티호 유리에 구멍을 내자, 엄청난 기압에 의해 에이리언은 처절한 모습으로 산산조각이 되어 우주선 밖으로 빨려나가 버린다. 한편 에이리언이 타고 있는 아우리가호는 지구 진입 중 대기권에서 폭파하고, 리플리 일행은 무사히 지구에 도착, 아름다운 지구의 자연 경관을 바라본다.

### 프리퀄 시리즈

#### 프로메테우스 (2012)
우주선이 행성을 출발할 때, 키가 큰 휴머노이드 외계인이 검은 액체를 마시고 몸이 녹아내린다. 그 유해는 폭포처럼 무너지고 외계인의 DNA는 분해되어 재결합되기 시작한다.
2089년, 고고학자 엘리자베스 쇼 와 찰리 홀로웨이는 스코틀랜드에서 여러 고대 문화권의 다른 지도와 일치하는 별자리 지도를 발견합니다 . 그들은 이를 인류의 선구자 "엔지니어"의 초대로 해석합니다. 웨이랜드 코퍼레이션의 노인 CEO인 피터 웨이랜드 는 과학선 프로메테우스호를 타고 먼 달 LV-223까지 지도를 따라가는 탐험에 자금을 지원합니다 . 우주선의 승무원은 정지된 애니메이션 상태로 여행하는 동안 안드로이드 데이비드는 그들의 항해를 모니터링합니다.
프로 메테우스는 팀이 탐험하는 큰 인공 구조물 근처의 황무한 산악 지대 표면에 착륙합니다. 내부에서 그들은 돌 원통, 인간형 머리의 거대한 조각상 , 그리고 엔지니어로 생각되는 큰 외계인의 잘린 시체를 발견합니다. 쇼는 머리를 회수합니다. 승무원은 다른 시체를 발견하여 그 종이 멸종되었을 것이라고 추측합니다. 승무원 밀번과 파이필드는 이러한 발견에 불편함을 느끼고 프로메테우스 로 돌아가려고 시도 하지만 구조물에서 길을 잃습니다. 폭풍으로 인해 승무원이 배로 돌아가야 했을 때 탐험은 단축됩니다. 데이비드는 비밀리에 원통 꽃병을 가지고 가는데, 대부분은 검은 액체를 흘립니다. 배의 연구실에서 엔지니어의 DNA가 인간의 DNA와 일치하는 것으로 밝혀졌습니다. 데이비드는 원통의 내용물을 조사합니다. 그는 의도적으로 음료에 미세한 샘플을 넣고 의심치 않는 홀로웨이에게 건배를 제안합니다. 홀로웨이는 답을 위해 무엇이든 할 것이라고 말하면서 그것을 마십니다. 얼마 지나지 않아 쇼와 홀로웨이는 섹스를 한다.
구조물 내부에서 뱀과 같은 생물이 밀번을 죽이고, 피필드의 헬멧을 녹이는 부식성 액체를 뿌립니다. 피필드는 얼굴을 먼저 웅덩이에 빠집니다. 승무원이 돌아왔을 때, 그들은 밀번의 시체를 발견합니다. 데이비드는 정지 상태에 있는 생존 엔지니어가 있는 제어실과 지구 좌표를 강조하는 홀로그램 별자리 지도를 따로 발견합니다. 한편, 홀로웨이는 빠르게 메스꺼워집니다. 그는 프로메테우스 로 급히 돌아가 지만, 임무 책임자인 메러디스 비커스는 그를 탑승시키는 것을 거부합니다. 그의 권유에 따라 그녀는 화염 방사기로 그를 태워 죽입니다. 나중에 의료 검사 결과 쇼는 이전에 불임이었지만 지금은 임신 말기라는 것이 밝혀졌습니다. 최악의 상황을 두려워한 그녀는 자동 수술대를 사용하여 복부에서 오징어와 같은 생물을 꺼냅니다. 그런 다음 쇼는 비커스의 아버지인 웨이랜드가 프로메테우스에 정지 상태에 있었다는 것을 알게 됩니다. 그는 엔지니어들에게 노령으로 죽지 않는 방법을 물어보고 싶다고 설명합니다.
괴물 같은 돌연변이 Fifield가 Prometheus 로 돌아와 공격하여 Prometheus 의 선장 Janek에게 죽기 전에 여러 명의 승무원을 죽입니다 .그는 Shaw에게 그 구조물이 실제로 악성 생물학 무기의 통제력을 잃은 엔지니어 군사 기지라고 추측합니다.그 구조물에는 우주선도 있습니다.Weyland와 팀은 Shaw와 함께 구조물로 돌아갑니다.David는 엔지니어를 정지 상태에서 깨우고 Proto-Indo-European [ 2 ] 으로 그에게 말을 걸어 Weyland가 원하는 것이 무엇인지 설명하려고 합니다.엔지니어는 David의 목을 베고 Weyland와 그의 팀을 죽인 후 우주선을 다시 활성화하여 대응합니다.Shaw는 필사적으로 도망치며 Janek에게 엔지니어가 지구에 위협을 풀어 모든 생명체를 근절할 계획이라고 경고하여 우주선을 멈추도록 설득합니다.Janek과 나머지 승무원은 Prometheus를 외계 우주선에 들이받아 스스로를 희생하여 그 과정에서 구명보트를 꺼냅니다. 엔지니어의 작동 불능 우주선이 땅에 추락하면서 비커스 경도가 파괴됩니다.
쇼는 구명보트로 가서 그녀의 외계 자식이 살아 있고 거대한 크기로 성장한 것을 발견합니다. 엔지니어는 구명보트의 에어록을 강제로 열고 쇼를 공격하고, 쇼는 그녀의 외계 자식을 그에게 풀어줍니다. 그것은 엔지니어의 목구멍으로 산란관을 찔러넣어 그를 제압합니다. 쇼는 데이비드의 유해를 회수하고 엔지니어의 고향 행성에 도달하여 그들이 왜 인류를 파괴하고자 했는지 이해하려고 합니다. 데이비드의 도움으로 그녀는 또 다른 엔지니어 우주선을 발사하고 LV-223에서 출발합니다.

#### 에이리언: 커버넌트 (2017)
역사상 최대규모의 식민지 개척의무를 가지고 목적지로 향하던 ‘커버넌트’ 호는 미지의 행성으로부터 온 신호를 감지하고 그곳을 탐사하기로 결정한다. 희망을 가진 신세계일 것이라는 생각과 달리 그곳은 갈수록 어둡고 위험한 세계였다. 상상을 초월하는 위협이 밝혀지며 그들은 목숨을 건 최후의 탈출을 시도해야만 하는데……

### 전망
2019년 디즈니의 21세기 폭스 인수 이후, 2019 시네마콘에서 《에이리언》 영화가 제작중에 있음이 발표됐다. 2019년 5월, 〈버라이어티〉는 세 번째 프리퀄 영화가 "각본 단계"에 있으며 리들리 스콧이 감독으로 있다고 보도했다. 2020년 9월, 스콧은 《에이리언》 속편 제작이 있음을 공식적으로 인정했으며, 《프로메테우스》와 《에이리언: 커버넌트》와의 연관성을 유지할지에 대해선 미지수로 남겼다.
2022년 3월, 〈더 할리우드 리포터〉는 다른 영화들과는 별개의 새 《에이리언》 영화가 훌루로 방송될 것이라 보도했다. 감독은 페데 알바레스, 제작은 리들리 스콧으로, 알바레스가 스콧에게 수 년 전 제안한 도안을 활용할 기회가 오자 제작하게 됐다고 보도에서 밝혔다.

## 단편 영화
| 영화                                                | 미국 개봉일                       | 감독               | 각본               | 프로듀서    |
| --------------------------------------------------- | --------------------------------- | ------------------ | ------------------ | ----------- |
| TED 2023                                            | 2012년 3월 16일                   | 리들리 스콧        | 리들리 스콧        | 리들리 스콧 |
| 차세대 데이빗 소개                                  | 2012년 4월 18일                   | 리들리 스콧        | 리들리 스콧        | 리들리 스콧 |
| 프로메테우스: 고요한 눈                             | 2012년 5월 17일                   | 리들리 스콧        | 리들리 스콧        | 리들리 스콧 |
| 에이리언: 커버넌트 — 서막: 최후의 만찬              | 2017년 2월 22일                   | 리들리 스콧        | 리들리 스콧        | 리들리 스콧 |
| 에이리언: 커버넌트 — 월터를 소개합니다              | 2017년 3월 10일                   | 리들리 스콧        | 리들리 스콧        | 리들리 스콧 |
| 에이리언: 커버넌트 — 선원 메시지                    | 2017년 4월 17일 – 2017년 4월 20일 | 리들리 스콧        | 리들리 스콧        | 리들리 스콧 |
| 에이리언: 커버넌트 — 서막: 교차로                   | 2017년 4월 26일                   | 리들리 스콧        | 리들리 스콧        | 리들리 스콧 |
| 에이리언: 커버넌트 — 그녀는 조용히 가지 않을 것이다 | 2017년 5월 5일                    | 리들리 스콧        | 리들리 스콧        | 리들리 스콧 |
| 에이리언: 격리                                      | 2019년 3월 29일                   | 크리스 리딩        | 크리스 리딩        | 토갈        |
| 에이리언: 표본                                      | 2019년 4월 5일                    | 켈시 테일러        | 켈시 테일러        | 토갈        |
| 에이리언: 야간 근무                                 | 2019년 4월 12일                   | 에이단 브레즈닉    | 에이단 브레즈닉    | 토갈        |
| 에이리언: 광석                                      | 2019년 4월 19일                   | 캐일리 & 샘 스피어 | 캐일리 & 샘 스피어 | 토갈        |
| 에이리언: 수확                                      | 2019년 4월 26일                   | 벤저민 하우디셸    | 크레이그 듀이      | 토갈        |
| 에이리언: 고독                                      | 2019년 4월 26일                   | 노아 밀러          | 노아 밀러          | 토갈        |

리들리 스콧은 2012년 《프로메테우스》, 2017년 《에이리언: 커버넌트》의 개봉에 맞춰 8개의 단편 영화를 감독해 공개했다.
2018년 7월, 20세기 폭스가 토갈과 협력해 《에이리언》 프랜차이즈 40주년을 기념하기 위한 단편 영화를 제작한다는 보도가 속출했다. 2019년 3월, 단편 영화의 시놉시스가 공개됐다. 토갈의 공동 창업자 및 CEO 제임스 데줄리오는 해당 공동제작이 "차세대 창작자들에게 기회를 주고자 하는 토갈의 의무"의 일부라 밝혔다. 단편 영화 전 6편 모두 시애틀의 에메랄드 시티 코믹콘에서 시연됐다. IGN에서 해당 영화들이 주간 간격으로 공개됐으며, 이후 "에이리언 유니버스" 웹페이지와 《에이리언》 소셜 미디어 페이지에 모두 전시됐다. 40주년 단편영화들은 무비즈 애니웨어 전용 《에이리언》 디지털판 구입시 부가로 제공된다.

## 기타 매체

### 비디오 게임

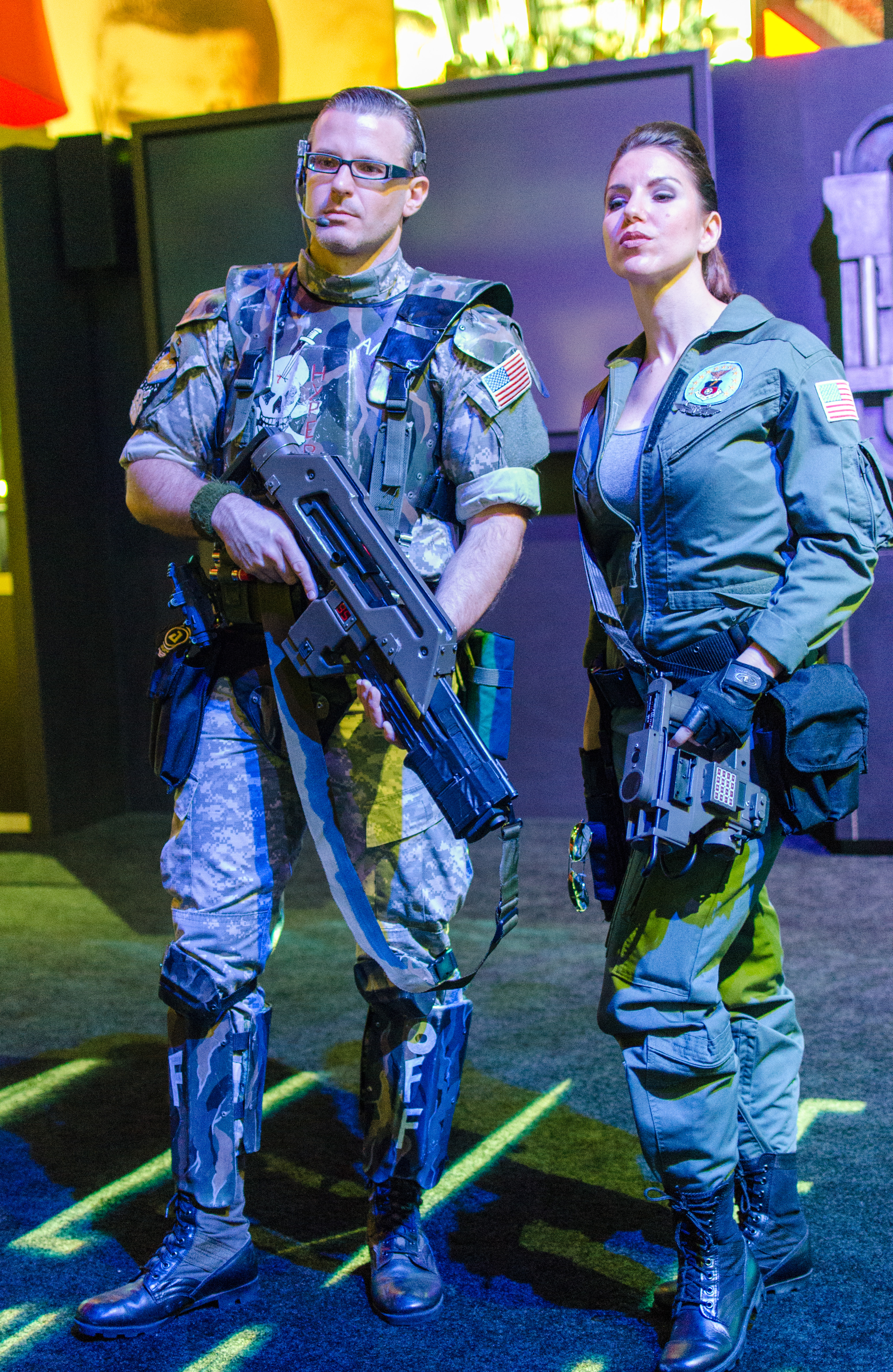
E3 2012에서의 《에일리언: 콜로니얼 마린스》 홍보

《에이리언》 프랜차이즈 시작 후 이에 기반한 다양한 장르의 비디오 게임들이 발매됐다. 오리지널 시리즈의 네 영화 모두 게임화가 이뤄졌으며, 그 외에 《에일리언 vs. 프레데터》 프랜차이즈나 《모탈 컴뱃 X》 같은 작품들에 크로스오버로 출연했다. 최초로 출시된 게임은 아타리 2600로 출시된 《에이리언 (1982)》으로, 《팩맨》의 영향을 받았다.
2006년, 일본 배급사 세가는 폭스 라이센싱과 계약해 6세대 콘솔용으로 두 개의 《에이리언》 비디오 게임을 제작한다고 발표했다. 처음 발매한 게임은 기어박스 소프트웨어가 개발한 일인칭 슈팅 게임 《에일리언: 콜로니얼 마린스》로, 2013년 엑스박스 360, 플레이스테이션 3 및 윈도우로 출시됐다. 시열대상 《에이리언 2》와 《에이리언 3》 사이에 위치한 작품으로, 행성 LV-426에 불시착한 해병대원들의 이야기를 다뤘다. 두 번째 게임은 크리에이티브 어셈블리가 개발한 2014년 생존 공포 게임 《에일리언: 아이솔레이션》으로, 리플리의 딸 아만다가 에이리언이 침입한 우주정거장에서 겪은 일을 다뤘다. 그 외에 세가는 닌텐도 DS로 외전작 《에일리언즈 인페스테이션》을 발매했다. 2019년, 아만다 리플리가 다시 등장하는 모바일 게임 《에일리언: 블랙아웃》이 출시됐다. 2021년에는 콜드 아이언 스튜디오스가 개발한 3인칭 슈팅 게임 《에일리언: 파이어팀 엘리트》가 출시됐다.

## 흥행
지표
(E) 표시는 참조한 정보에 바탕해 추산한 수치이다.
아래 표의 수치는 인플레이션이 반영되지 않았다.

### 박스오피스 성적
| 영화               | 개봉일           | 박스오피스 수익 | 박스오피스 수익 | 박스오피스 수익 | 제작비 (단위: 만 달러) | 참조   |
| 영화               | 개봉일           | 북미            | 해외            | 전세계          | 제작비 (단위: 만 달러) | 참조   |
| ------------------ | ---------------- | --------------- | --------------- | --------------- | ---------------------- | ------ |
| 에이리언           | 1979년 5월 25일  | $80,931,801     | $122,698,829    | $203,630,630    | 1,100                  | [ 35 ] |
| 에이리언 2         | 1986년 7월 18일  | $85,160,248     | $98,156,207     | $183,316,455    | 1,800                  | [ 35 ] |
| 에이리언 3         | 1992년 5월 22일  | $55,473,545     | $104,340,953    | $159,814,498    | 5,000                  | [ 35 ] |
| 에이리언 4         | 1997년 11월 26일 | $47,795,658     | $113,580,410    | $161,376,068    | 7,000                  | [ 35 ] |
| 프로메테우스       | 2012년 6월 8일   | $126,477,084    | $276,877,385    | $403,354,469    | 13,000                 | [ 35 ] |
| 에이리언: 커버넌트 | 2017년 5월 19일  | $74,262,031     | $164,600,000    | $240,891,763    | 9,700                  | [ 35 ] |
| 합계               | 합계             | $470,100,367    | $880,253,784    | $1,352,383,883  | (E) 37,600             |        |

### 평단 및 관객 평
| 영화               | 로튼 토마토                     | 메타크리틱     | 시네마스코어 |
| ------------------ | ------------------------------- | -------------- | ------------ |
| 에이리언 1         | 98% (평균 9.10/10) (리뷰 127개) | 89 (리뷰 34개) | 빈칸         |
| 에이리언 2         | 97% (평균 9.00/10) (리뷰 78개)  | 84 (리뷰 22개) | A            |
| 에이리언 3         | 45% (평균 5.40/10) (리뷰 60개)  | 59 (리뷰 20개) | C            |
| 에이리언 4         | 54% (평균 5.70/10) (리뷰 81개)  | 63 (리뷰 21개) | B−           |
| 프로메테우스       | 73% (평균 7.00/10) (리뷰 308개) | 64 (리뷰 43개) | B            |
| 에이리언: 커버넌트 | 65% (평균 6.30/10) (리뷰 406개) | 65 (리뷰 52개) | B            |